# Stade Flaminio de Rome
Le stade Flaminio est un équipement sportif localisé à Rome dans le quartier Parioli, c'est une arène de 24 000 places. Inauguré le 12 mars 1959, il est désormais à l'abandon.

## Historique

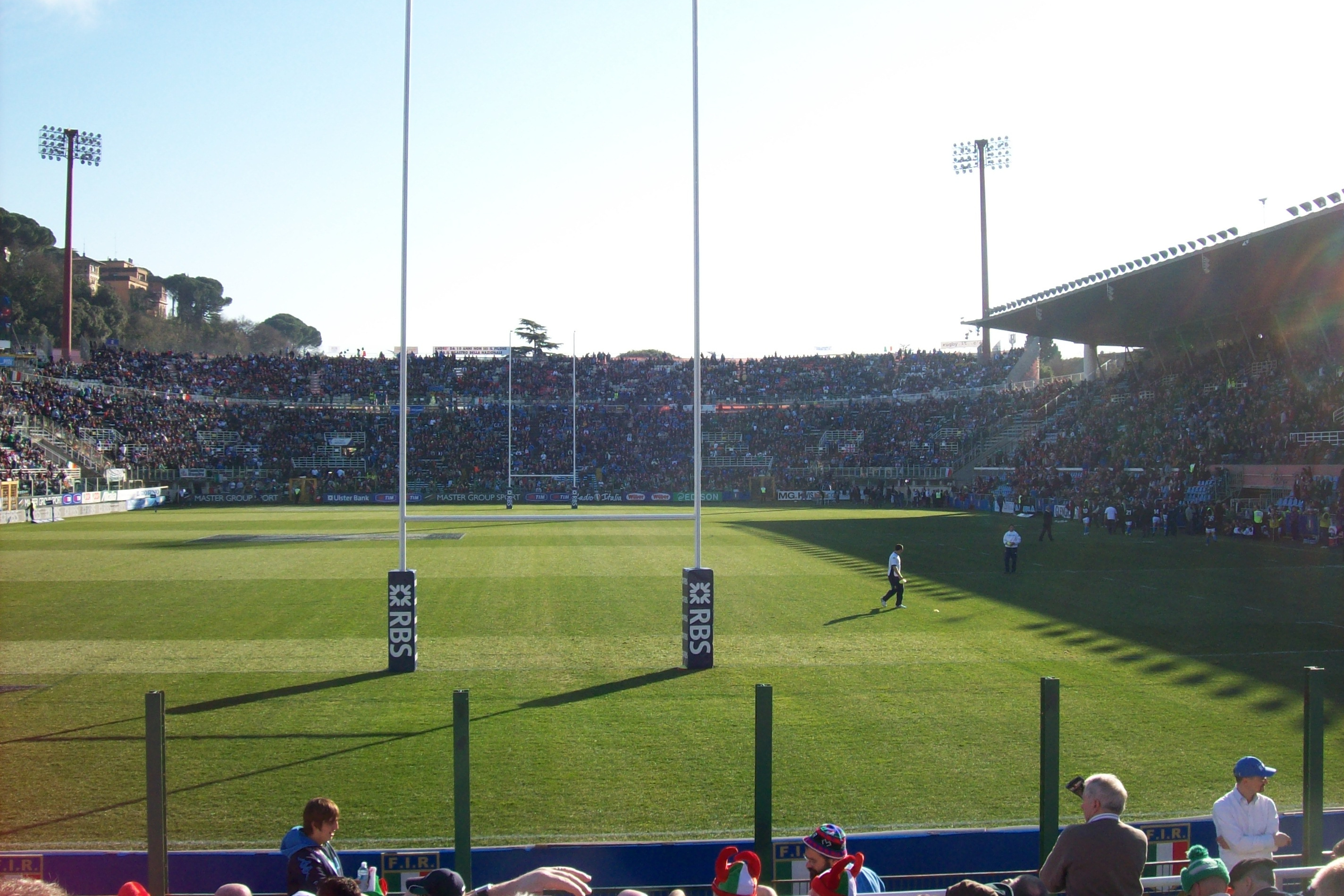
Italie-Irlande pendant le Tournoi 2011.

Le Stade Flaminio est construit en lieu et place du vieux Flaminio d'après un projet des architectes Pier Luigi et Antonio Nervi. Le vieux Flaminio, construit en 1927 comme Stade du Parti national fasciste, était bâti sur l'emplacement du  Stade National réalisé en 1911 à l'occasion des fêtes du cinquantenaire de l'unité de l'Italie.
Le nouveau stade a une capacité de 30 000 places dont 8 000 couvertes. On y trouve une piscine couverte de 25 mètres par 10, une salle d'escrime et deux plus petites salles pour l'entraînement, une salle de lutte, une d'haltérophilie, une de boxe et enfin une de gymnastique.
De 2000 à 2011, il accueille les matches de l'équipe d'Italie dans le cadre du Tournoi des Six Nations.
L'équipe romaine de football de l'AS Cisco Calcio Roma évoluant actuellement en Série C2 (4e division italienne), y dispute ses matches à domicile[Quand ?].
Michael Jackson donne trois concerts à guichets fermés dans le stade durant sa carrière. Les deux premiers ont lieu les 23 et 24 mai 1988 durant son Bad World Tour devant 70 000 spectateurs. Le troisième et dernier concert a lieu le 4 juillet 1992 dans le cadre de sa tournée Dangerous World Tour devant 35 000 personnes.
Madonna donne un concert complet durant sa tournée Blond Ambition Tour, le 10 juillet 1990 devant plus de 30 000 personnes.
Le 31 juillet 2017, dans le cadre du programme Keeping it Modern, l'université Sapienza de Rome a reçu une bourse de la Getty Foundation pour étudier un plan de restauration et de réhabilitation du stade.
Actuellement à l'abandon, le stade se dégrade et devient dangereux. Deux projets de reprise et rénovation sont actuellement en concurrence :
- celui de la Lazio, porté par le président Claudio Lotito[2], qui vise à faire du Flaminio « la maison » du club de football et implique un agrandissement à 30 000 places,
- celui de la Roma Nuoto, le club de natation de la capitale[3], qui transformerait le stade en un lieu multifonction (football féminin, natation, patinage, padel) et abaisserait la jauge à 15 000 places sans altérer la structure existante[3].

Le second est le plus avancé puisqu'il a franchi la majeure partie des étapes administratives : il doit passer en conseil des services et en cas d'agrément, il pourrait être rapidement soumis à un vote public. Le projet laziale n'est pour l'heure qu'une proposition.